# Polska czerwona księga roślin
Polska czerwona księga roślin – wybór taksonów roślin (ogromna większość w randze gatunku) zagrożonych na terenie Polski wyginięciem, a także tych, które już wyginęły. Obejmuje paprotniki i rośliny nasienne występujące w XIX, XX i XXI wieku na terenie Polski, w jej obecnych granicach. Kolejne wydania księgi obejmują coraz bardziej obszerny wykaz gatunków, zbliżając jej zawartość do Czerwonej listy roślin i grzybów Polski, stanowiącej pełny rejestr gatunków zagrożonych wraz z ich klasyfikacją do odpowiednich kategorii zagrożenia.
Pierwsze książkowe wydanie polskiej czerwonej księgi roślin ukazało się w 1993 r. Księga ta zawierała opisy 206 taksonów, w tym 34 wymarłych. Drugie wydanie ukazało się w 2001 r. i dotyczy już 296 taksonów. Liczba ta stanowi 58% gatunków zagrożonych w naszej florze (zgodnie z Czerwoną listą) oraz 15% gatunków flory roślin naczyniowych Polski.
Trzecie wydanie ukazało się w 2014 r. Obejmuje 370 taksonów paprotników oraz roślin kwiatowych i jest rozszerzone w stosunku do poprzedniego o 84 taksony. Klasyfikacja kategorii zagrożenia jest analogiczna do kategorii ustalonych przez Światową Unię Ochrony Przyrody (IUCN) w 1994 r. (nie uwzględnia zmian wprowadzonych przez IUCN w kryteriach i klasyfikacji w 2001 r.).

## Wykaz taksonów opisanych w Polskiej czerwonej księdze roślin (2014)
Podział na grupy w kolejności według malejącego stopnia zagrożenia.

### EX (extinct) - w Polsce całkowicie wymarłe lub EW (extinct in wild) - wymarłe w naturze (42)
1. czosnek grzebieniasty
2. czosnek sztywny
3. dąbrówka podolska
4. dereń szwedzki
5. gnidosz okazały
6. goryczuszka bałtycka
7. goździk lśniący
8. goździk łysy
9. jastrzębiec włosisty
10. jezierza giętka
11. kanianka lnowa
12. karmnik nadmorski
13. kosaciec trawolistny
14. kropidło Lachenala
15. krowiziół zbożowy
16. leniec łąkowy
17. lnicznik właściwy
18. ludwigia błotna (płytek błotny)
19. łoboda zdobna
20. marsylia czterolistna EW
21. muchotrzew trwały
22. muchotrzew zbożowy
23. nerecznica Villara EW
24. niezapominajka smukła
25. obione szypułkowa
26. oczeret amerykański
27. pierwiosnek bezłodygowy EW
28. pierwiosnek Hallera
29. pięciornik śląski
30. podejźrzon lancetowaty
31. podejźrzon pojedynczy
32. rdestnica zabarwiona
33. sasanka zwyczajna
34. selery wodne
35. sit torfowy
36. sodówka nadmorska
37. starzec cienisty EW
38. śmiałek szczeciniasty
39. turzyca drobnozadziorkowa
40. warzucha polska EW
41. widliczka szwajcarska
42. żabienica jaskrowata

### CR (critical) - krytycznie zagrożone (111)
1. aldrowanda pęcherzykowata
2. babka pierzasta
3. brzoza Szafera
4. bylica pontyjska
5. cieciorka pochewkowata
6. ciemiężyca czarna
7. cyklamen purpurowy
8. czechrzyca (trybulka) grzebieniowa
9. czosnek kulisty
10. dąbrówka żółtokwiatowa
11. dichostylis Michela
12. dyptam jesionolistny
13. dzwonecznik wonny
14. dzwonek brodaty
15. fiołek drobny
16. fiołek torfowy
17. gałuszka kulecznica
18. głodek karyntyjski
19. gnidosz stepowy
20. groszek szerokolistny
21. jaskier illiryjski
22. jastrzębiec śląski
23. jezierza mniejsza
24. kaldezja dziewięciornikowata
25. karmnik bezpłatkowy
26. karmnik ościsty
27. kiksja zgiętoostrogowa
28. kostrzewa nibydalmacka
29. kostrzewa nibyowcza
30. koślaczek stożkowaty
31. kręczynka jesienna
32. krwawnik szczecinkolistny
33. łoboda nadbrzeżna
34. macierzanka wczesna
35. manna litewska
36. mannica nadmorska
37. mieczyk błotny
38. miłek szkarłatny
39. miodokwiat krzyżowy
40. mniszek pieniński
41. mokrzyca szczeciolistna
42. nadbrzeżyca nadrzeczna
43. nawrot czerwonobłękitny
44. okrzyn jeleni
45. oman niemiecki
46. oset klapowany
47. ostnica piaskowa
48. ostróżka wschodniokarpacka
49. perłówka kolorowa
50. perz sitowy
51. piaskowiec trawiasty
52. pierwiosnek omączony
53. pięciornik płonny
54. podejźrzon marunowy
55. podejźrzon rutolistny
56. podejźrzon wirginijski
57. ponikło maleńkie
58. poryblin kolczasty
59. przetacznik stokrotkowy
60. przetacznik zwodny
61. przewiercień cienki
62. przymiotno alpejskie
63. przytulia stepowa
64. przytulia sudecka
65. pszczelnik wąskolistny
66. pszonacznik wschodni
67. rdestnica błyszcząca
68. rdestnica nitkowata
69. rdestniczka gęsta
70. rogownica alpejska
71. rozchodnik owłosiony
72. rozrzutka alpejska
73. rozrzutka brunatna
74. różanecznik żółty
75. selery błotne
76. selery węzłobaldachowe
77. sesleria Bielza
78. sierpik różnolistny
79. sit trójłuskowy
80. sitniczka drobna
81. skalnica śnieżna
82. skalnica zwodnicza
83. storczyk błotny
84. storczyk cuchnący
85. storczyk trójzębny
86. storzan bezlistny
87. szachownica kostkowata
88. szyplin zielny
89. świetlik bezostny
90. tłustosz pospolity dwubarwny
91. tojad niski
92. traganek zwisłokwiatowy
93. turzyca czarna
94. turzyca stopowata
95. turzyca wąskolistna
96. turzyca wyciągnięta
97. turzyca żytowata
98. uwroć wodna
99. wawrzynek główkowy
100. wełnianka delikatna
101. widlicz (widłak) Isslera
102. wierzba lapońska
103. włosienicznik Baudota
104. włosocień delikatny
105. zaraza błękitnawa
106. zaraza czeska
107. zaraza Mayera
108. zaraza niebieska
109. zaraza piaskowa
110. zmienka górska
111. żmijowiec czerwony

### EN (endangered) - zagrożone (102)
1. brzeżyca jednokwiatowa
2. brzoza karłowata
3. brzoza niska
4. brzoza ojcowska
5. centuria nadbrzeżna
6. chamedafne północna
7. dąb omszony
8. dziurawiec wytworny
9. dzwonek karkonoski
10. elisma wodna
11. fiołek wyniosły
12. gęsiówka uszkowata
13. głodek kutnerowaty
14. głodek mroźny
15. gnidosz królewski
16. gnidosz sudecki
17. goryczuszka czeska
18. goryczuszka lodnikowa
19. goździk siny
20. groszek pannoński
21. gruszyczka karpacka
22. irga kutnerowata
23. jałowiec sabiński
24. jarząb szwedzki
25. jeżogłówka pokrewna
26. języczka syberyjska
27. kokorycz żółtawa
28. koleantus delikatny
29. kostrzewa ametystowa
30. kostrzewa makutrzańska
31. kotewka orzech wodny
32. kruszczyk drobnolistny
33. krwawnica wąskolistna
34. kukuczka kapturkowata
35. kukułka krwista żółtawa
36. kukułka Ruthego
37. len austriacki
38. lepnica drobnokwiatowa
39. lilia bulwkowata
40. lindernia mułowa
41. lobelia jeziorna
42. malina moroszka
43. naradka tępolistna
44. nadwodnik naprzeciwlistny
45. nadwodnik okółkowy
46. nadwodnik sześciopręcikowy
47. nadwodnik trójpręcikowy
48. niebielistka trwała typowa
49. oczeret sztyletowaty
50. ostrzew rudy
51. pięciornik drobnokwiatowy
52. ponikło wielołodygowe
53. potrostek alpejski
54. przesiąkra okółkowa
55. przewiercień okrągłolistny
56. przytulia trójdzielna
57. pszonak pieniński
58. rdestnica podługowata
59. rzeżucha rezedolistna
60. sasanka otwarta
61. sasanka słowacka
62. sasanka wiosenna
63. saussurea wielkogłowa
64. sit czarny
65. skalnica darniowa bazaltowa
66. skalnica torfowiskowa
67. sosna drzewokosa
68. starzec długolistny
69. storczyk drobnokwiatowy
70. storczyk samczy
71. stulisz miotłowy
72. szafirek miękkolistny
73. szczodrzeniec zmienny
74. szczwoligorz tatarski
75. szyplin jedwabisty
76. tojad lisi
77. tojad maniński
78. tojad wiechowaty
79. turzyca Buxbauma
80. turzyca delikatna
81. turzyca kulista
82. turzyca patagońska
83. turzyca pchla
84. turzyca skalna
85. turzyca skąpokwiatowa
86. turzyca szczupła
87. warzucha tatrzańska
88. wątlik błotny
89. wełnianeczka darniowa
90. widlicz (widłak) cyprysowy
91. wiechlinostrzewa fioletowa (wiechlina fioletowa)
92. wierzba borówkolistna
93. wierzba oszczepowata
94. wierzba szwajcarska
95. wilczypieprz roczny
96. włosienicznik pędzelkowaty
97. włóczydło polne
98. wywłócznik skrętoległy
99. zanokcica ciemna
100. zanokcica klinowata
101. zanokcica serpentynowa
102. zaraza alzacka

### VU (vulnerable) - narażone (102)
1. arnika górska
2. aster solny
3. babka górska
4. babka nadmorska
5. buławnik czerwony
6. bylica skalna
7. chaber barwny
8. chryzantema Zawadzkiego
9. cibora żółta
10. ciemiernik purpurowy
11. czarcikęsik Kluka
12. czeremcha skalna
13. czosnek syberyjski
14. czosnek wężowy
15. dwulistnik muszy
16. dziewanna austriacka
17. dziewięćsił popłocholistny
18. dzwonek piłkowany
19. fiołek bagienny
20. fiołek mokradłowy
21. głodek żółty
22. gnidosz Hacqueta
23. goździk kartuzek skalny
24. grążel drobny
25. groszek wielkoprzylistkowy
26. grzybieńczyk wodny
27. gwiazdnica grubolistna
28. jarząb nieszpułkowy
29. kokorycz drobna (kokorycz skąpokwiatowa)
30. koniczyna pannońska
31. kosaciec bezlistny
32. kruszczyk połabski
33. kukułka bałtycka
34. kukułka bzowa (storczyk bzowy)
35. len włochaty
36. leniec bezpodkwiatkowy
37. lepnica karpacka
38. lipiennik Loesela
39. lnica wonna
40. mak tatrzański
41. marzyca czarniawa
42. mietlica alpejska
43. obrazki plamiste
44. obuwik pospolity
45. ostnica Jana
46. ostnica powabna
47. ostrołódka Hallera
48. ostrołódka karpacka
49. ostrołódka polna
50. ostrożeń siedmiogrodzki
51. owsica spłaszczona
52. pajęcznica liliowata
53. ponikło kraińskie
54. poryblin jeziorny
55. posłonek skalny
56. przetacznik wczesny
57. przygiełka brunatna
58. przytulia małopolska
59. pszeniec biały
60. pszeniec grzebieniasty
61. rezeda mała
62. rogownica jednokwiatowa
63. rogownica szerokolistna
64. róża francuska
65. rukiew drobnolistna
66. rupia morska
67. rutewnik jaskrowaty
68. skalnica odgiętolistna
69. skalnica zwisła
70. sparceta górska
71. starodub łąkowy
72. starzec wielkolistny
73. storczyk blady
74. storczyk purpurowy
75. suchotraw twardy
76. sybaldia rozesłana
77. szarota Hoppego
78. tawuła średnia
79. tojad mołdawski
80. tojad morawski
81. tojad sudecki
82. tojad wschodniokarpacki
83. traganek jasny
84. traganek wytrzymały
85. turzyca dacka
86. turzyca Lachenala
87. turzyca loarska
88. turzyca luźnokwiatowa
89. turzyca oścista
90. turzyca poznańska
91. turzyca strunowa
92. ułudka leśna
93. wełnianeczka alpejska
94. wiechlina styryjska
95. wilczomlecz pstry
96. wiśnia karłowata (wisienka stepowa)
97. zanokcica północna
98. zaraza Bartlinga
99. zaraza goryczelowa
100. zdrojek błyszczący (zdrojek źródlany)
101. żabieniec lancetowaty
102. żabieniec trawolistny

### NT (near threatened) - gatunki bliskie zagrożenia (11)
1. chaber Kotschyego
2. konietlica syberyjska
3. grzybienie północne
4. przymiotno węgierskie
5. tocja alpejska
6. turzyca bladozielona
7. turzyca Bueka
8. turzyca zgrzebłowata
9. wiechlina granitowa
10. wyblin jednolistny
11. zarzyczka górska

### DD (data deficient) - stopień zagrożenia trudny do określenia z braku danych (2)
1. dzwonek szczeciniasty
2. wiechlina tatrzańska

## Wykaz taksonów opisanych w Polskiej czerwonej księdze roślin (2001)
Podział na grupy w kolejności według malejącego stopnia zagrożenia.

### EX (extinct) - w Polsce całkowicie wymarłe lub EW (extinct in wild) - wymarłe w naturze (38)
1. czosnek sztywny
2. dereń szwedzki
3. dichostylis Michela - odnaleziona ponownie w 2003 r. na Dolnym Śląsku[5]
4. goździk lśniący
5. goździk łysy
6. jezierza najcieńsza
7. karmnik nadmorski
8. kosaciec trawolistny EW - uprawiany w ogrodach
9. koślaczek stożkowaty - odnaleziony w 2009 r. w Dolinie Odry[6]
10. lnicznik właściwy
11. ludwigia błotna (płytek błotny)
12. marsylia czterolistna
13. muchotrzew trwały
14. nerecznica Villara
15. nasięźrzał wielolistny
16. niezapominajka smukła
17. obione szypułkowa
18. oczeret amerykański
19. pęczyna wodna
20. pierwiosnka bezłodygowa EW - reintrodukowana w okolicach Łańcuchowa na Lubelszczyźnie
21. pierwiosnka długokwiatowa
22. pięciornik płonny - odnaleziony ponownie w 2008 r. na dwóch stanowiskach na Dolnym Śląsku[potrzebny przypis]
23. podejźrzon lancetowaty
24. przetacznik stokrotkowy - odnaleziony w 2009 r. w Karkonoszach[7]
25. rdestnica zabarwiona
26. sasanka zwyczajna
27. sit torfowy
28. sitniczka drobna - gatunek odnaleziony w 2010 r. na kilku stanowiskach na Lubelszczyźnie[8]
29. sodówka nadmorska
30. starzec cienisty EW - w 1993 r. jedyny osobnik został przeniesiony do ogrodu eksperymentalnego przy Tatrzańskiej Stacji Terenowej Instytutu Ochrony Przyrody PAN, gdzie po kilku latach udało się go rozmnożyć[9]
31. storczyk cuchnący - odnaleziony w 2003 r. w Dolinie Narwi i w 2006 r. w Kotlinie Sandomierskiej[10][11]
32. storczyk trójzębny - odnaleziony w 2012 r. w powiecie gryfińskim (woj. zachodniopomorskie)[12]
33. śmiałek szczeciniasty
34. turzyca drobnozadziorkowa
35. turzyca wyciągnięta
36. uwroć wodna - odnaleziona w 2003 r. na Dolnym Śląsku[5]
37. warzucha polska EW - rośnie na stanowiskach zastępczych
38. widliczka szwajcarska

### CR (critical) - krytycznie zagrożone (74)
1. aldrowanda pęcherzykowata
2. babka pierzasta
3. bylica pontyjska
4. ciemiężyca czarna (ciemierzyca czarna)
5. cyklamen purpurowy
6. czechrzyca (trybulka) grzebieniowa
7. czosnek kulisty
8. dyptam jesionolistny
9. fiołek bagienny
10. fiołek torfowy
11. gałuszka kulecznica
12. gęsiówka uszkowata
13. irga kutnerowata
14. jaskier illiryjski
15. języczka syberyjska
16. kaldezja dziewięciornikowata
17. karmnik ościsty
18. kiksja zgiętoostrogowa
19. kotewka orzech wodny
20. kręczynka jesienna
21. kropidło Lachenala
22. lindernia mułowa
23. łoboda zdobna
24. macierzanka wczesna
25. mannica nadmorska
26. mieczyk błotny
27. miłek szkarłatny
28. miodokwiat krzyżowy
29. mniszek pieniński
30. mokrzyca szczeciolistna
31. nadbrzeżyca nadrzeczna
32. okrzyn jeleni
33. oman niemiecki
34. ostnica piaskowa
35. perłówka orzęsiona
36. perz sitowy
37. pierwiosnka omączona
38. podejźrzon marunowy
39. podejźrzon pojedynczy
40. podejźrzon wirginijski
41. ponikło maleńkie
42. poryblin kolczasty
43. przetacznik wczesny
44. przewiercień cienki
45. przymiotno alpejskie
46. przytulia sudecka
47. rdestnica błyszcząca
48. rdestnica gęsta
49. rdestnica nitkowata
50. rdestnica podługowata
51. rogownica alpejska
52. rozrzutka alpejska
53. rozrzutka brunatna
54. rozchodnik owłosiony
55. różanecznik żółty
56. rzeżucha rezedolistna
57. saussurea wielkogłowa
58. selery węzłobaldachowe
59. sierpik różnolistny
60. skalnica śnieżna
61. storczyk błotny
62. storzan bezlistny
63. szachownica kostkowata
64. szafirek miękkolistny
65. tłustosz pospolity dwubarwny
66. traganek zwisłokwiatowy
67. turzyca czarna
68. turzyca patagońska
69. turzyca stopowata
70. turzyca żytowata
71. wełnianka delikatna
72. widlicz (widłak) Isslera
73. zmienka górska
74. żmijowiec czerwony

### EN (endangered) - zagrożone (61)
1. brzeżyca jednokwiatowa
2. brzoza karłowata
3. brzoza niska
4. buławnik czerwony
5. cebulica dwulistna
6. chamedafne północna
7. dąb omszony
8. dziurawiec wytworny
9. dzwonek brodaty
10. dzwonek karkonoski
11. elisma wodna
12. głodek mroźny
13. gnidosz sudecki
14. groszek szerokolistny
15. jarząb szwedzki
16. jeżogłówka pokrewna
17. kruszczyk drobnolistny
18. kukuczka kapturkowata
19. stoplamek krwisty żółtawy (kukułka krwista żółtawa)
20. stoplamek Ruthego (kukułka Ruthego)
21. lobelia jeziorna
22. łoboda nadbrzeżna
23. malina moroszka
24. ostrołódka polna
25. ostrzew rudy
26. ponikło wielołodygowe
27. potrostek alpejski
28. przesiąkra okółkowa
29. przetacznik zwodny
30. przygiełka brunatna
31. przytulia stepowa
32. pszonacznik wschodni
33. selery błotne (pęczyna błotna)
34. sit trójłuskowy
35. skalnica torfowiskowa
36. skalnica zwodnicza
37. starodub łąkowy
38. storczyk drobnokwiatowy
39. storczyk samiczy
40. stulisz miotłowy
41. szczodrzeniec zmienny
42. szyplin jedwabisty
43. tojad niski
44. traganek wytrzymały
45. turzyca kulista
46. turzyca skalna
47. turzyca wąskolistna
48. wawrzynek główkowy
49. wątlik błotny
50. wełnianeczka alpejska
51. wełnianeczka darniowa
52. widlicz (widłak) cyprysowy
53. wiechlinostrzewa fioletowa (wiechlina fioletowa)
54. wieczornik śnieżny
55. wierzba borówkolistna
56. wierzba lapońska
57. wywłócznik skrętoległy
58. zanokcica ciemna
59. zanokcica klinowata
60. zanokcica serpentynowa
61. zaraza goryczelowa

### VU (vulnerable) - narażone (101)
1. babka górska
2. babka nadmorska
3. brzoza ojcowska
4. brzoza Szafera
5. centuria nadbrzeżna
6. cibora żółta
7. cis pospolity
8. czarcikęsik Kluka
9. czosnek syberyjski
10. dwulistnik muszy
11. dziewanna austriacka
12. dziewięćsił popłocholistny
13. dzwonek piłkowany
14. głodek kutnerowaty
15. gnidosz Hacqueta
16. goździk siny
17. grążel drobny
18. groszek pannoński
19. groszek wielkoprzylistkowy
20. grzybienie północne
21. grzybieńczyk wodny
22. jałowiec sabiński (jałowiec sawina)
23. jarząb nieszpułkowy
24. jastrzębiec włosisty
25. karmnik bezpłatkowy
26. kokorycz drobna (kokorycz skąpokwiatowa)
27. kosaciec bezlistny
28. kostrzewa ametystowa
29. kostrzewa makutrzańska
30. kostrzewa nibyowcza
31. kruszczyk połabski
32. kukułka bzowa (storczyk bzowy)
33. len austriacki
34. len włochaty
35. lepnica drobnokwiatowa
36. lipiennik Loesela
37. lnica wonna
38. marzyca czarniawa
39. nadwodnik naprzeciwlistny
40. nadwodnik okółkowy
41. nadwodnik sześciopręcikowy
42. nadwodnik trójpręcikowy
43. nawrot czerwonobłękitny
44. niezapominajka wczesna
45. obrazki plamiste
46. obuwik pospolity
47. oczeret sztyletowaty
48. oset klapowany
49. ostnica Jana
50. ostnica powabna
51. ostrołódka Hallera
52. owsica spłaszczona
53. pajęcznica liliowata
54. piaskowiec trawiasty
55. pięciornik drobnokwiatowy
56. pięciornik śląski
57. poryblin jeziorny
58. posłonek skalny
59. przytulia małopolska
60. przytulia trójdzielna
61. pszonak pieniński
62. rezeda mała
63. róża francuska
64. rukiew drobnolistna
65. rupia morska
66. sasanka słowacka
67. sasanka wiosenna
68. sesleria Bielza
69. sosna drzewokosa
70. skalnica bazaltowa
71. skalnica zwisła
72. sparceta górska
73. starzec wielkolistny
74. storczyk blady
75. storczyk purpurowy
76. sybaldia rozesłana
77. szyplin zielny
78. tawuła średnia
79. tojad lisi
80. tojad maniński
81. tojad morawski
82. tojad sudecki
83. tojad wiechowaty
84. tojad wschodniokarpacki
85. traganek jasny
86. turzyca dacka
87. turzyca delikatna
88. turzyca Lachenala
89. turzyca luźnokwiatowa
90. turzyca oścista
91. turzyca pchla
92. turzyca strunowa
93. turzyca szczupła
94. turzyca życicowa
95. warzucha tatrzańska
96. wielosił błękitny
97. wilczomlecz pstry
98. wiśnia karłowata (wisienka stepowa)
99. włosienicznik pędzelkowaty
100. zaraza oleśnikowa
101. zdrojek błyszczący (zdrojek źródlany)

### LR (low risk) - gatunki niskiego ryzyka (21)
1. bylica skalna
2. chaber Kotschyego
3. ciemiernik czerwonawy
4. czeremcha skalna
5. konietlica syberyjska
6. krwawnica wąskolistna
7. ostrożeń siedmiogrodzki
8. przymiotno jednokoszyczkowe
9. przymiotno węgierskie
10. przytulia szorstkoowockowa
11. pszeniec biały
12. rutewnik jaskrowaty
13. sasanka otwarta
14. szczwoligorz tatarski (pochwiasty)
15. turzyca bagienna
16. turzyca bladozielona
17. turzyca poznańska
18. turzyca zgrzebłowata
19. wiechlina granitowa
20. wyblin jednolistny
21. zarzyczka górska

### DD (data deficient) - stopień zagrożenia trudny do określenia z braku danych (2)
1. krwawnik wyprostowany - stwierdzony w 1969 r. na Hali Tomanowej w Tatrach
2. wiechlina szlachetna

Liczby te oczywiście nie są ostateczne. W miarę opracowywania danych na temat kolejnych gatunków zagrożonych i upływu czasu powodującego zmiany stopnia zagrożenia i stanu wiedzy zasobach roślin w środowisku - spodziewać się należy, że kolejne wydania księgi będą coraz bardziej obszerne.
Tworzenie i aktualizowanie księgi ma duże znaczenie nie tylko w zakresie związanym z porządkowaniem wiedzy naukowej o florze Polski, ale jest przydatne w działaniach związanych z ochroną przyrody oraz w szeroko pojętej edukacji przyrodniczej.